# 창조영 2019
《창조영 2019》는 중국에서 방송되었던 TV 프로그램이다. 창조 101에 이은 2번째 시즌이며, 101명 중 최종 선발된 11명은 R1SE로 데뷔하게 된다.

## 최종 선발
| 순위 | 이름       | 소속사             | 소속그룹                |
| 1위  | 죠우쩐난   | 와지지와           | R1SE                    |
| 2위  | 허뤄뤄     | 위엔지화, 와지지와 | R1SE, 이안음악사        |
| 3위  | 옌쉬쟈     | 와지지와, 前EE     | R1SE, X구소년단         |
| 4위  | 샤즈광     | 와지지와, 前EE     | R1SE, X구소년단         |
| 5위  | 야오천     | 판링, 와지지와     | R1SE                    |
| 6위  | 쟈이샤오원 | 와지지와           | R1SE                    |
| 7위  | 장옌치     | 태도, 와지지와     | R1SE                    |
| 8위  | 류예       | 이하이, 와지지와   | R1SE                    |
| 9위  | 런하오     | 화이트계, 와지지와 | R1SE, ZERO-G 하일참전기 |
| 10위 | 쟈오레이   | 와지지와, 前EE     | R1SE, X구소년단         |
| 11위 | 쟈오랑     | SDT, 와지지와      | R1SE                    |